# Lemniskatenlenker

Lemniskate als Bahn des Koppelpunktes E eines Lemniskatenlenkers

Watt-Gestänge an der Hinterachse eines Automobils

Lemniskatenlenker an einem Eisenbahnradsatz

Der Lemniskatenlenker ist ein Koppelgetriebe, in dem die Bahn eines Punktes der Koppel die Form einer Lemniskate hat. Dabei handelt es sich nicht um einen umlaufenden, sondern um einen hin und zurück drehenden Mechanismus. Der Drehbereich deckt sich mit einer der beiden annähernd geraden Kurvernbereiche, die sich im Mittelpunkt der Lemniskate kreuzen. Der Lemniskatenlenker ist ein Lenkergeradführungs-Getriebe.
Als älteste Anwendung des Lemniskatenlenkers ist das Watt-Gestänge, ein Teil des Watt-Mechanismus’, bekannt. Häufig wird der Lemniskatenlenker zur vertikalen Führung von Automobilachsen verwendet, wobei der an seinen vermutlichen Erfinder James Watt erinnernder Name Watt-Gestänge übernommen wurde. Bei gleichartiger Verwendung in Schienenfahrzeugen zur vertikalen Führung der Radsatzlager wird von Lemniskatenlenkern oder alternativ Alstom-Lenkern gesprochen. Lemniskatenlenker werden auch bei Drehgestellen verwendet, um diese quer zur Fahrtrichtung über einen kurzen Weg am Wagenkasten zu führen.
Bei früheren in der Messtechnik verwendeten analog registrierenden Koordinatenschreibern wurde  der Schreibstift mithilfe eines Lemniskatenlenkers annähernd geradlinig geführt.